# Lönsås församling
Lönsås församling var en församling i Linköpings stift inom Svenska kyrkan i Motala kommun i Östergötlands län. Församlingen uppgick 2008 i Fornåsa församling.
Församlingskyrka var Lönsås kyrka.

## Administrativ historik

vapen

Församlingen har medeltida ursprung. 
Församlingen utgjorde under medeltiden ett eget pastorat, var därefter till 2008 annexförsamling i pastoratet Fornåsa och Lönsås som mellan 1 maj 1928 och 1962 utökades med Skeppsås församling och Älvestads församling, 1962 utökades med Asks församling  och Ekebyborna församling samt från 1974 åter med Älvestads församling. Den 1 januari 2008 uppgick församlingen i Fornåsa församling.
Församlingskod var 058310.

## Kyrkoherdar
Lista över kyrkoherdar.
| Ämbetstid | Namn             | Levnadstid | Övrigt |
| --------- | ---------------- | ---------- | ------ |
| 1385      | Jaenis Ingvarson |            |        |

### Komministrar
Lista över komministrar.
| Ämbetstid | Namn                          | Levnadstid | Övrigt                                       |
| --------- | ----------------------------- | ---------- | -------------------------------------------- |
| 1602–1633 | Josephus Laurentii            | Död 1633   |                                              |
| 1634–1660 | Andreas Haquini Regnerus      | Död 1660   |                                              |
| 1664–1669 | Johannes Rydelius             | 1634–1717  | Senare kyrkoherde i Fornåsa församling.      |
| 1670–     | Olavus Hornerus               |            | Senare komminister i Säby församling.        |
| 1672–1690 | Sveno Laurentii Hjort         | Död 1690   |                                              |
| 1692–1699 | Petrus Wetensis               | 1650–1699  |                                              |
| 1699–     | Magnus Fornelius              |            | Senare kyrkoherde i Västra Husby församling. |
| 1715–1744 | Petrus Krönberg (Dretting)    | 1680–1744  |                                              |
| 1746–1769 | Johannes Magnus Phalén        | 1713–1802  | Senare kyrkoherde i Ingatorps församling.    |
| 1770–1772 | Johan Abrahamsson (Appelgren) | 1726–1772  |                                              |
| 1773–1791 | Petrus Knoop                  | 1742–1809  | Senare kyrkoherde i Fornåsa församling.      |
| 1791–1811 | Daniel Peter Wallman          | 1756–1830  | Senare kyrkoherde i Fornåsa församling.      |
| 1811–     | Leonhard de Rees              |            | Senare kyrkoherde i Locknevi församling.     |
| 1823–1836 | Anders Peter Alvin            | 1782–1836  |                                              |
| 1838–1850 | Johan Olof Kjellenberg        | 1791–1850  |                                              |
| 1852      | Nils Westerholm               | 1791–1852  | Han avled för tillträdandet.                 |
| 1853–     | Samuel Åkerholm               |            | Senare kyrkoherde i Horns församling.        |
| 1860–     | Johan Theodor Oscar Waldner   |            | Senare kyrkoherde i Flisby församling.       |
| 1869–1891 | Johan Gustaf Kinander         | 1825–1891  |                                              |
| 1891–1908 | Carl Erik Axberg              |            | Senare kyrkoherde i Normlösa församling.     |

## Klockare, kantor och organister
| Ämbetstid | Namn                   | Levnadstid | Övrigt                |
| --------- | ---------------------- | ---------- | --------------------- |
| 1692      | Anders                 |            | Klockare              |
| 1702–1721 | Jonas Andersson        | 1690–1735  | Klockare              |
| 1724–1759 | Otto Gabrielsson       | 1696–1780  | Klockare              |
| –1763     | Carl Carlsson Lindgren |            | Klockare              |
| 1764–1774 | Petter Askling         | 1744–1774  | Klockare              |
| 1774–1789 | Samuel Björklund       | 1756–1803  | Klockare              |
| 1790–1823 | Anders Ehrlund         | 1747–1823  | Organist och klockare |
| 1824–1880 | Per Janzon             | 1804–1884  | Organist och klockare |
| 1880–1893 | Franz Adolf Janzon     | 1828–1893  | Organist och klockare |
| 1893–1919 | Ernst Gunild Wahlqvist | 1859       | Organist och klockare |
| 1919–1963 | Filemon Lekander       | 1895–1986  | Organist och klockare |